# Ferdinand Wallbrecht (Politiker, 1916)

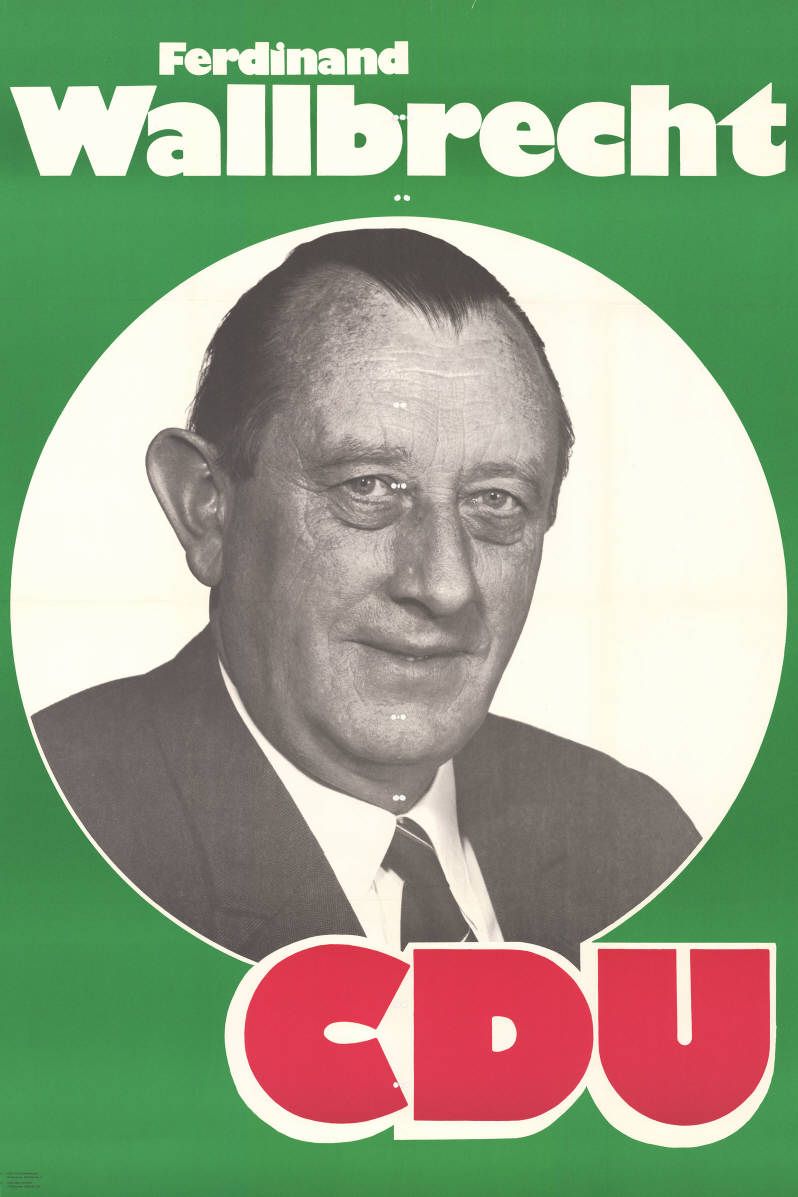
Kandidatenplakat zur Landtagswahl in Niedersachsen 1970

Ferdinand Wallbrecht (* 9. März 1916 in Hannover; † 3. Mai 1993 ebenda) war ein deutscher Unternehmensdirektor, Politiker (CDU) und Mitglied des Niedersächsischen Landtages.

## Leben
Ferdinand Wallbrecht besuchte das hannoversche Rats- und Realgymnasium und schloss mit dem Abitur ab. Danach wurde er zum Arbeitsdienst verpflichtet und leistete Militär- und Wehrdienst.
Zu Beginn des Zweiten Weltkrieges wurde er in Polen als Unteroffizier eingesetzt, im Laufe der Kriegshandlungen war er auch in Frankreich, den Niederlanden, Belgien und Russland. Im Jahr 1942 erlitt er als Oberleutnant eine schwere Kriegsverletzung, in deren Folge er als zu 80 Prozent kriegsbeschädigt eingestuft wurde.
Noch während des Krieges nahm Wallbrecht ein Studium an der Technischen Hochschule Hannover und an der Universität Göttingen auf, das er in der Nachkriegszeit fortsetzte und das er als Diplomvolkswirt abschloss.
Danach arbeitete er in verschiedenen bundesdeutschen Unternehmen. Im Jahr 1952 trat er in die Misburger Firma Hannoversche Portland-Cementfabrik AG ein und wurde dort einziges kaufmännisches Mitglied des Vorstandes. Er wurde Geschäftsführer der Misburger Hafengesellschaft mbH. Zudem gehörte er dem Beirat der Landschaftlichen Brandkasse und Provinzial Lebensversicherung an. Er saß im Aufsichtsrat der Friedrich Mehmel AG und war Mitglied der Brauergilde Hannover AG.
Als Direktor und späterer Aufsichtsrat leitete Wallbrecht seine Geschäfte zeitweilig vom Haus Prinzenstraße 10 aus.
Er war Schatzmeister der CDU. Über seinen Wahlkreis Hannover-Mitte wurde er vom 6. Mai 1959 bis 20. Juni 1974 als Abgeordneter in den Niedersächsischen Landtag gewählt (4. bis 7. Wahlperiode).
Er war evangelisch, verheiratet und hatte zwei Töchter und einen Sohn. Er wurde mit dem Bundesverdienstkreuz und dem Großen Verdienstkreuz zum niedersächsischen Verdienstkreuz geehrt.